# Tonari no Totoro
Tonari no Totoro (bra: Meu Amigo Totoro; prt: O Meu Vizinho Totoro / Totoro) é um filme de animação japonês de 1988, dos gêneros fantasia, drama e aventura, dirigido e roteirizado por Hayao Miyazaki para a Studio Ghibli.
O filme conta a história das duas jovens filhas (Satsuki e Mei) de um professor e suas aventuras com espíritos da floresta amigáveis no Japão rural pós-segunda guerra mundial.

## Sinopse
As irmãs Mei e Satsuke mudam-se para uma nova casa e descobrem que uma floresta nas proximidades é habitada por criaturas chamadas totoros. Elas acabam se tornando amigas do mais velho deles, e ficam boa parte do tempo com ele, pois a mãe delas está num hospital e o pai sai para dar aulas. Ao mesmo tempo que mostra a elas algumas verdades da vida, o totoro lhes mostra um mundo fantástico.

## Elenco
| Personagem                                           | Seiyū japonês     |
| ---------------------------------------------------- | ----------------- |
| Satsuki Kusakabe (草壁 サツキ, Kusakabe Satsuki)     | Noriko Hidaka     |
| Mei Kusakabe (草壁 メイ, Kusakabe Mei)               | Chika Sakamoto    |
| Tatsuo Kusakabe (草壁 タツオ, Kusakabe Tatsuo) (pai) | Shigesato Itoi    |
| Totoro (トトロ)                                      | Hitoshi Takagi    |
| Vovó (Avó de Kanta)                                  | Tanie Kitabayashi |
| Kanta Ogaki (大垣 勘太, Ōgaki Kanta)                 | Toshiyuki Amagasa |
| Yasuko Kusakabe (草壁 靖子, Kusakabe Yasuko) (mãe)   | Sumi Shimamoto    |
| Catbus (ネコバス, Nekobasu)                          | Naoki Tatsuta     |

A voz de Kusukabe Mei foi dublada no Brasil por Leda Figueiró.